# 中国国民党革命委员会河北省委员会
中国国民党革命委员会河北省委员会，简称民革河北省委、河北民革，是中国国民党革命委员会在河北省的地方组织。